# Jürgen Gneiting
Jürgen Gneiting (* 1958 in Stuttgart) ist ein deutscher Jurist und Präsident des Arbeitsgerichts Stuttgart sowie Richter am Verfassungsgerichtshof für das Land Baden-Württemberg.

## Leben
Gneiting studierte zunächst Sozialarbeit an der Fachhochschule Esslingen. Nach seinem Studienabschluss im Jahr 1982 arbeitete er für mehr als drei Jahre als Drogenberater in Stuttgart. Anschließend studierte Gneiting mit einem Stipendium des Evangelischen Studentenwerks an der Universität Tübingen Rechtswissenschaften. 1993 wurde er Richter am Arbeitsgericht Stuttgart. Von 1996 bis 1999 war er wissenschaftlicher Mitarbeiter beim Bundesverfassungsgericht. Danach kehrte Gneiting zunächst ans Arbeitsgericht Stuttgart zurück, bis er im Jahr 2006 Direktor des Arbeitsgerichts Karlsruhe wurde. 2009 wurde er Vorsitzender Richter am Landesarbeitsgericht Baden-Württemberg und ist seit 2011 Präsident des Arbeitsgerichts Stuttgart.
Am 24. Mai 2012 wählte der Landtag von Baden-Württemberg Gneiting zum Mitglied des Staatsgerichtshofs für das Land Baden-Württemberg. Seine Amtszeit – das Gericht wurde im Dezember 2015 von Staatsgerichtshof in Verfassungsgerichtshof umbenannt – endet, nachdem er im Juli 2021 wiedergewählt wurde, im Juli 2030.
Von 1985 bis 1987 war Gneiting Vorstandssprecher des Landesverbands Baden-Württemberg der Grünen, von 2004 bis 2008 Vorsitzender des Aufsichtsrats der Heinrich-Böll-Stiftung.